# Mientras México duerme
Mientras México duerme es una película policíaca mexicana de 1938 dirigida por Alejandro Galindo y protagonizada por Arturo de Córdova, Gloria Morell y Miguel Arenas. La dirección de arte de la película es de Jorge Fernández.
Es una película que lamentablemente está perdida. Solo se conservan afiches y datos sobre la misma.

## Reparto
- Arturo de Córdova es Federico La Cierva.
- Gloria Morell es Margarita.
- Miguel Arenas es Méndez.
- Alberto Martí es Jefe de policía.
- Gaby Macias es Cantante.
- Ramón Vallarino es Roberto.
- Carlos López "Chaflán".
- Gilberto González es Germán.
- Roberto Banquells
- Armando Velasco
- Víctor Manuel Mendoza
- Raúl Guerrero
- Alfonso Bedoya
- Arturo Turich
- Elena Ureña
- Emma Duval
- Armando Soto La Marina "El Chicote"